# Scogli di Riaci
Gli scogli di Riaci formano un gruppo di scogli dell'Italia, in Calabria.